# Taxidermie (album)
Pour les articles homonymes, voir Taxidermie (homonymie).
Albums de Philippe B
Philippe B Variations fantômes
Taxidermie est le deuxième album de l'auteur-compositeur-interprète québécois Philippe B, sorti le 8 avril 2008.

## Pistes de l'album
| No  | Titre                    | Durée |
| --- | ------------------------ | ----- |
| 1.  | L'Harmonie des sphères   | 5:13  |
| 2.  | Rose de cactus           | 2:54  |
| 3.  | Je n'irai pas à Bilbao   | 3:32  |
| 4.  | La passion de St-Joseph  | 2:26  |
| 5.  | Chelsea mon amour        | 3:53  |
| 6.  | Baptêmes                 | 1:56  |
| 7.  | La Dérive des continents | 3:48  |
| 8.  | Laurence d'Abitibi       | 2:24  |
| 9.  | La ville est là          | 4:01  |
| 10. | Taxidermie               | 6:37  |